# Schweizer Blatt

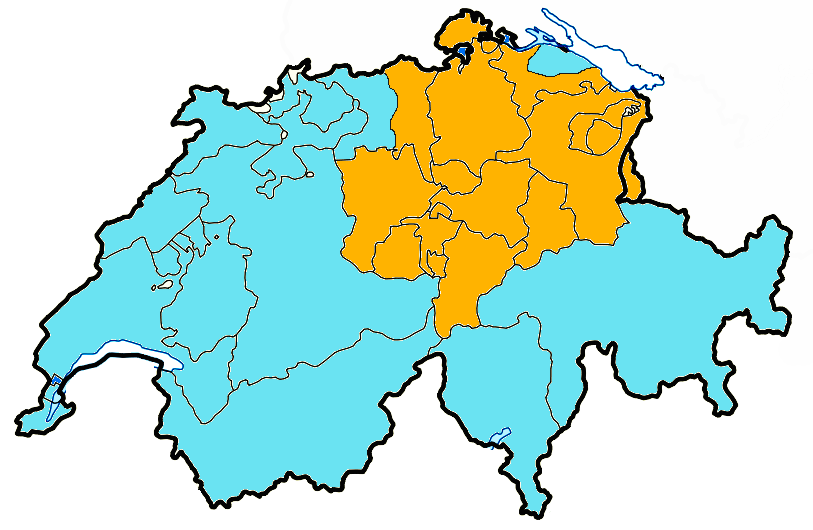
Verbreitung des französischen (blauen) und schweizerischen (orangefarbenen) Blatt in der Schweiz und Liechtenstein

Teile der Deutschschweiz haben ein eigenes Kartenspiel, das sogenannte Schweizer Blatt. Sie werden hauptsächlich beim Jass, die Familie der Schweizer Nationalspiele, verwendet. Das Blatt ist mit den verschiedenen Bilder des deutschen Blatts verwandt. In der Schweiz heißen diese Karten deutsche oder deutschschweizer Karten.
Das Schweizer Blatt verbreitet sich etwa östlich der Brünig-Napf-Reuss-Linie in Schaffhausen, St. Gallen (und im angrenzenden Liechtenstein), Appenzell, Thurgau, Glarus, Zürich, die gesamte Zentralschweiz und der östliche Teil von Aargau.

## Spielkarten
Die Farben sind wie folgt:
| Schellen | Schilten | Rosen | Eicheln |

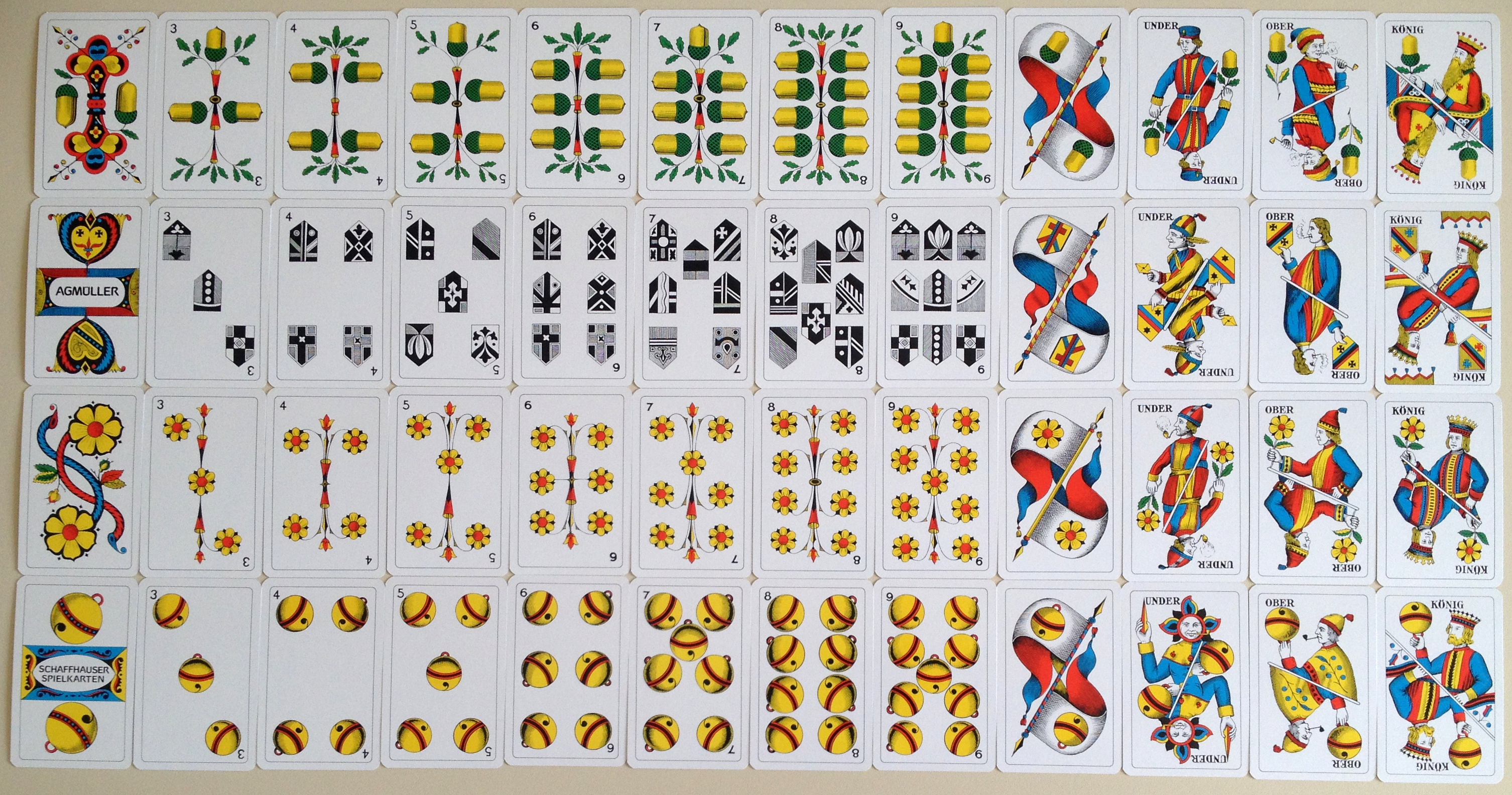
Kaiserspiel-Kartenspielsatz mit allen 48 Karten

Das gängigste Kartensatz hat 36 Karten, neun von jeder Farbe. Die Kartenwerte sind in aufsteigender Reihenfolge:
Sechs, Sieben, Acht, Neun, Banner (Zehn), Under, Ober, König, As.
Beim Jass haben die nummerierten Zahlenkarten (sechs bis neun) keinen Augenwert, das Banner zehn Augen, die Bildkarten Under, Ober und König zwei, drei bzw. vier Augen und das As elf Augen.
Die Reduzierung auf 36 Karten (Entfall der Karten zwei bis fünf) und die Verwendung eines männlichen Obers anstelle der Dame (möglicherweise verwandt mit dem Reiter) ist nicht nur im Schweizer Blatt üblich, sondern findet sich auch in verschiedenen deutschen Bilder. Sowohl die Eichel als auch die Schellen sind ebenfalls in deutschen Kartenspielen zu finden, während Schilten und Rosen nur in der Schweiz vorkommen.
Ein weniger verbreitetes Kartensatz hat 48 Karten mit den 3ern, 4ern und 5ern, das für Karnöffel und Kaiserspiel verwendet wird.

### Bildkarten

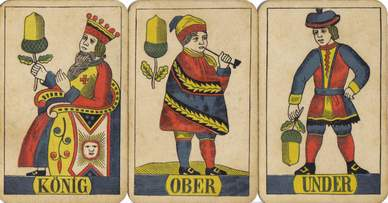
Frühe Form der Einfachbildvariante des Blatts, gedruckt um 1880 von J. Müller, hier mit den drei Bildkarten „Eicheln“. Die heute übliche Doppelbildvariante der 1920er Jahre basierte direkt darauf.

Der Under entspricht dem Buben. Der Under der Trumpffarbe, die zur höchsten Karte im Jass-Spiel wurde, lässt sich auf das Karnöffelspiel aus dem 15. Jahrhundert zurückführen.
Die Bildkarten im Müller-Design der 1920er Jahre zeigen zwölf einzelne Figuren, die seitdem unverändert geblieben sind.
Die Sequenz „Under, Ober, König“ stellt die soziale Schichtung dar. Die „Under“-Figuren gehören der Arbeiterklasse an und werden als Narr oder Hofnarr („Schellen“), Bote oder Schreiber („Schilten“), Bauer („Rosen“) und Soldat oder Page/Diener dargestellt, während die „Ober“-Figuren als Beamten oder Aufseher/Offiziere dargestellt werden, während die Könige gekrönte Monarchen sind (drei von ihnen sitzend, der Rosenkönig steht).
Die vier „Under“ halten ihr Farbenzeichen nach unten, die „Ober“ und „Könige“ halten es nach oben (mit Ausnahme von „Eichelnober“ und „Schiltenkönig“, deren Farbsymbole in der oberen linken Ecke schweben, ohne dass sie es halten, da sie stattdessen eine Pfeife bzw. einen Becher halten).
Fünf Figuren werden rauchend dargestellt. Alle Figuren bis auf drei haben blondes (gelbes) Haar. Ausnahmen bilden Schiltenunder, Schellenober (beide graues Haar) und Schellenunder (Haare sind aufgrund seiner Narrenkappe nicht sichtbar).
|       | Schellen | Schilten                                                                                           | Rosen                                           | Eichel                                                                   |
| Under | Eine dem Betrachter zugewandte Narrenfigur, die Pfeife raucht. Schellenunder wurde auch als Bezeichnung für einen Krüppel oder für gruselige Fasnachtsfiguren im Luzerner Dialekt verwendet. | Linkes Profil: Ein Bote mit Quastenmütze und einem Umschlag in der Hand, eine Feder hinter dem Ohr | Linkes Profil: Pfeife rauchend mit Quastenmütze | Linkes Halbprofil: Barettmütze                                           |
| Ober  | Linkes Profil: Pfeife rauchend mit Quastenmütze | Linkes Profil: Die einzige barhäuptige Figur mit Umhang und Zigarillo oder Zigarette               | Linkes Profil: Quastenmütze                     | Rechtes Halbprofil: Quastenmütze, Pfeife in der Hand und Rauch ausatmend |
| König | Linkes Halbprofil: Gabelbart | Linkes Halbprofil: bartlos, Tasse haltend                                                          | Linkes Halbprofil: bartlos                      | Linkes Halbprofil: langer Bart                                           |

## Geschichte
Die ersten Erwähnungen von Spielkarten in der Schweiz stammen aus den späten 1370er Jahren, als sie sich in Westeuropa verbreiteten. 1377 verfasste der Dominikanermönch Johannes von Rheinfelden die erste Beschreibung von Spielkarten in Europa. Das gängigste Deck solle aus vier Farben mit jeweils 13 Werten bestehen, wobei die oberen drei Karten jeder Farber einen sitzenden König, einen Obermarschall, der sein Farbenzeichen hochhält, und einen Untermarschall, der es gesenkt hält, darstelle, was den heutigen Bildkarten entspreche. Asse müssen sehr früh verschwunden sein, da es keine erhaltenen Asse mit Schweizer Farbzeichen gibt. Es war deutlich einfacher, ein 48-Karten-Satz mit zwei Holzstöcken zu drucken als eines mit 52 Karten. Der Daus (die Zwei) wurde gegen Ende des 15. Jahrhunderts über den König gestellt und zum neuen „Ass“ befördert. Das heutige Blatt entstand im 15. Jahrhundert etwa zeitgleich mit dem deutschen Blatt nach vielen Experimenten, beispielsweise mit Federn und Hüten anstelle von Eicheln und Rosen. Anders als die Deutschen behielten die Schweizer das Banner (die 10) nach Mitte des 16. Jahrhunderts bei. Im 17. Jahrhundert verschwanden die Werte 3 bis 5 aus den meisten Decks, mit Ausnahme der Kaiserspielkarten.
Basel war ein früher Schwerpunkt der Kartenspielherstellung. Zwei identische Decks aus der Zeit um 1530 wurden 1998 und 2011 unabhängig voneinander entdeckt. Dieser Vorgänger durchlief in den folgenden Jahrhunderten verschiedene Entwicklungsstufen. Johannes I. Müller aus Diessenhofen druckte 1840 ein frühes derartiges Deck. Sein Nachfolger Johannes II. Müller war Eigentümer der Firma Müller in Schaffhausen, die um 1880 ein „einköpfiges“ Bild dieses Blatts, aus der das heute um 1880 übliche Doppelbild c. 1920 abgeleitet wurde.
Seit der Einführung dieses Bilds lassen sich die verschiedenen Hersteller nur noch anhand kleinerer Designdetails unterscheiden, in einigen Fällen anhand des auf den Assen von Schellen und Schilten aufgedruckten Firmennamens. In diesem Entwurf wurde ein zentrales Rechteck auf den Assen von Schellen und Schilten für den Text „Schaffhausen & Hasle“ (Standort der Druckereien) bzw. „Spielkartenfabrik“ verwendet. Ebenfalls in den 1920er Jahren wurde ein nahezu identisches Design von „Hächler und Söhne“ aus Zürich hergestellt, das auf dem Schellenass als „HASO“ gekennzeichnet war. In Designs, die vom Schaffhauser Entwurf der 1920er Jahre abgeleitet sind, wird das Schellenass noch immer verwendet, um das Design dem ursprünglichen Entwurf zuzuordnen, während das Schiltenass den aktuellen Hersteller angibt. Das Einfachbild blieb bis in die 1950er Jahre erhalten, wurde aber nach 1920 immer seltener.
Ab den 1930er Jahren nahm die Zahl der Hersteller zu. So gab es beispielsweise Walter Scharff Co. („WASCO“, Ennetbaden), 1930; „Bernina, Dauer-Jasskarten“ (Otto Hauser-Steiger, 1939–1946) und andere. Der Schweizer Discounter Migros begann in den 1940er Jahren mit dem Verkauf von Spielkarten. Die Karten waren lediglich an der Abbildung einer Armbrust auf dem Schellenass zu erkennen. Da sie ansonsten mit denen von Hächler Söhne identisch sind, ist es wahrscheinlich, dass diese Firma für Migros produzierte.
In jüngerer Zeit wurden Karten unter anderem von Fotorotar (1985), Grolimund (Coloroffset R. Grolimund, Bern; M. Rhyn, Laupen), SwissCard (Toffen bei Bern, 1997), Carlit (Carlit + Ravensburger AG, Würenlos, 2000er Jahre) und Grob Druck AG (Amriswil, „www.jasskarten.com“) hergestellt. Die Schweizer Firma AGMüller, die die ursprüngliche „J. Müller Cie“, die das Design der 1920er Jahre entworfen hatte, weiterführte, wurde 1999 von der belgischen Firma Cartamundi übernommen. Mehrere deutsche Hersteller produzierten ebenfalls schweizerdeutsche Karten für den Schweizer Markt (Berliner Spielkarten, Nürnberger Spielkarten, VASS Leinfelden), ebenso wie die italienische Firma Dal Negro aus Treviso.
Es gab wiederholt neuartige Designs des traditionellen Kartenspiels, die jedoch alle nur von kurzer Dauer waren und eher humorvoll oder für einen bestimmten Zweck gedacht waren. Es gab „feministische“ Designs, bei denen alle Bildkarten Frauen zeigten („Frauezogg“ von Elsi Jegen und Susan Csomor), und es gab zahlreiche neuartige Kartenspiele für Marketingzwecke, bei denen bestimmte Karten ein verändertes Design mit einem Logo oder Maskottchen des jeweiligen Unternehmens aufwiesen; eine frühe „Sonderausgabe“ des Schweizer Blatts war eine „militärische“ Version, die 1915 anlässlich der Mobilmachung im Ersten Weltkrieg gedruckt wurde; die Farben lauteten „Kavallerie, Artillerie, Infanterie, Pioniere“. Der Schweizer Cartoonist Fredy Sigg entwarf 1978 eine „Cartoon“-Variante des Blatts. In den 2000er Jahren entwickelten auch österreichische und deutsche Kartenhersteller überarbeitete, modernisierte Designs für das Schweizer Blatt, die sich in der Schweiz jedoch nicht weit verbreiteten. AG Müller hat seit der Übernahme durch Cartamundi im Jahr 2000 auch verschiedene „modernisierte“ Varianten herausgebracht, die unter dem Namen „Jass Plus“ verkauft werden. „Playing Cards R Us, Inc“ aus Orlando, Florida, produzierte 2006 ein „Nichtraucher“-Deck mit 52 Karten und zwei Jokern (nach dem feministischen Csomor-Deck) in einer sehr limitierten Auflage von 50 Decks. Seit 2007 verkauft AG Müller Schweizer Pokersets mit 52 Karten plus drei Jokern. Diese Karten sind breiter als die Jasskarten und die Zahlenkarten sind anders; Rosen und Eicheln sind nicht mehr durch Ranken verbunden und die Schilten sind einheitlich gleich. Sie verwenden auch englische Eckindizes für die Bildkarten, was bedeutet, dass der Damenindex für die männlichen Obers „Q“ lautet.

## Siehe auch

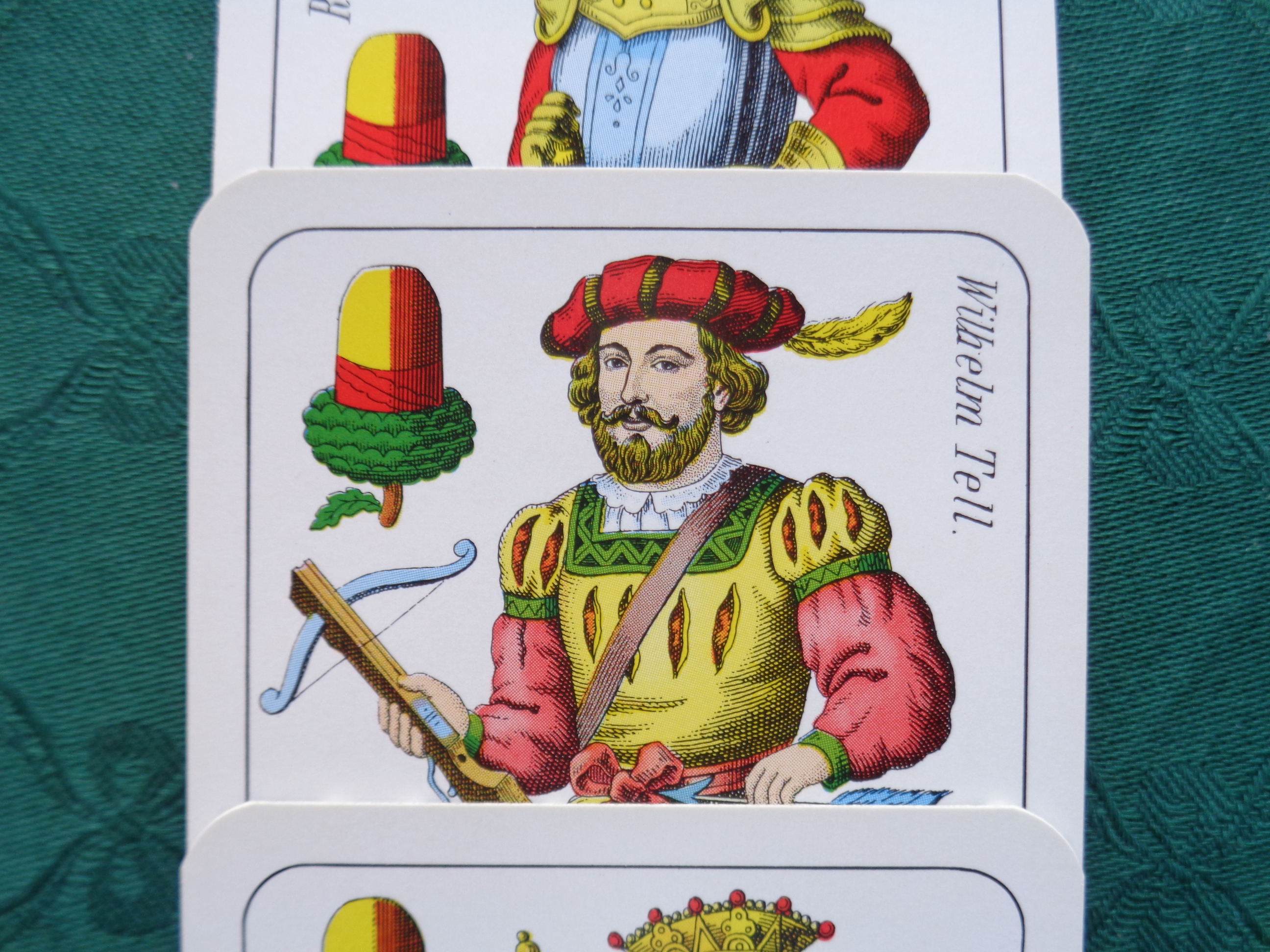
Wilhelm Tell als Eichelober